# Jelly Boy
Jelly Boy es un juego de plataformas desarrollado por Probe Entertainment que fue lanzado exclusivamente en Europa por Ocean Europe Limited en 1995 para los sistemas SNES y Game Boy, se desarrolló también una versión para Sega Mega Drive pero esta nunca llegó a ser lanzada. También se da crédito a Electronic Arts.

## Argumento
Jelly Boy está perdido en la Tierra de Alguna Parte y quiere regresar desesperadamente. La suerte está en contra suya, pero afortunadamente posee la gran habilidad de transformarse en multitud de Jellyformas, Jellyherramientas y Jellyvehiculos, lo que resultará de bastante utilidad cuando se encuentre con el montón de enemigos y obstáculos que le esperan.
El manual de instrucciones del juego presenta "El nacimiento de Jelly Boy":

Jelly Boy nació en la enorme fábrica de dulces perteneciente al excéntrico (y muy rico) Sr.Swirley. Un día un rayo cayó sobre un barril de gelatina, haciéndola silbar y chisporrotear. Tras recibir energia del rayo, surgió una chispa de vida. "¿Dónde estoy?", pensó Jelly Boy, tumbado en su molde de gelatina. Se levantó volando y salió corriendo hacia la puerta. Se acercaban los trabajadores. "Tengo que salir de aquí", pensó, y se agachó para pasar por un canal, saliendo a un gran pasillo con un montón de puertas.

La puerta del medio era la del ascensor y Jelly Boy corrió hacia ella, pero el encargado del ascensor no le dejó pasar.

"¿Por qué no me dejas pasar?" preguntó Jelly Boy. "Me vienen persiguiendo". El ruido de los trabajadores de la fábrica se oía por el pasillo, se estaban acercando deprisa.

"Es una larga historia", replicó el encargado. "Este ascensor va directamente a la azotea del Sr. Swirley y tengo órdenes de no dejar pasar a nadie que no tenga 6 objetos especiales que se esconden detrás de estas puertas", explicó el encargado, señalando las puertas del pasillo. "los pisos entre éste y la azotea están llenos de los juguetes, juegos y puzzles favoritos del Sr. Swirley. Ha prometido recompensar al primero que recolecte 6 objetos especiales haciendo realidad su mejor deseo. Nadie ha encontrado nunca ningún objeto, aunque muchos lo han intentado y se han perdido por los diferentes mundos".

"Bien, pues lo intentaré", dijo Jelly Boy valerosamente. "Con mi habilidad para cambiar de forma, no tengo miedo a nada".
 
"Esta bien", dijo el encargado del ascensor, "estas son las reglas: Los objetos que el Sr. Swirley quiere están protegidos por malvadas criaturas. Debes encontrar una pieza del puzzle en algún nivel de cada mundo. Cuando tengas todas las piezas, podrás entrar en su dominio y enfrentarte al guardián. Entonces podrás coger el objeto especial y traérmelo. También en cada mundo hay una llave escondida que sirve para otra de estas puertas", dijo señalando arriba y abajo por el pasillo. "Necesitas la llave antes de poder seguir. Ahora date prisa, muchacho, y cuidado con los pesados... querrán impedirte el paso".

Con todo esto, Jelly Boy desapareció detrás de la primera puerta. Tenía tanta prisa que no se percató del pequeño perro rosa que le seguía, aullando excitado. Ahora perpárate para la gran aventura de Jelly Boy.

## Modo de juego
Jelly Boy pone al jugador en el control de una criatura de gelatina con el poder de transformarse y atacar con un puño que sale de su tripa. La misión consiste en encontrar 6 objetos especiales dentro de una fábrica de modo que el guardian del ascensor le permita reunirse con la persona a cargo. Consta de 6 mundos con 8 niveles cada uno más 6 niveles de enemigos jefes, así como un pasillo de selección de mundo a través de puertas, y un mapa del mundo donde se selecciona el nivel. En cada mundo hay un objeto especial y una llave para desbloquear cualquiera de los demás mundos. La llave está escondida en alguno de los 8 niveles, mientras que para conseguir el objeto tendremos que vencer al enemigo jefe del mundo, el cual se desbloqueará tras encontrar 8 piezas de puzle (una por nivel).

### Pasillo de mundos
Se encuentra el ascensor con el guardia en la mitad del pasillo y 3 puertas a cada lado de este que dirigen a los 6 diferentes mundos. De izquierda a derecha, las puertas son: Toy Land, Ice World, Desert Zone, ascensor, Aztec Adventure, Space World, Sky World. Exceptuando el ascensor, una llave al lado de la puerta indica si está desbloqueada.

### Mapa del mundo
Es un mapa global compartido por todos los mundos, las puertas del pasillo de mundos sitúan al jugador en distintas partes de dicho mapa, donde hay un camino marcado para llegar a los niveles de ese mundo, los niveles son agujeros en los que, una vez superados, se coloca una tapa que permite pasar sobre ellos y llegar a los siguientes niveles. En pantalla se muestra un pequeño puzle de 8 piezas donde están colocadas aquellas piezas que el jugador haya conseguido en ese mundo, y estando situado sobre un nivel, aparecerá una pieza de puzle y/o una llave siempre y cuando haya sido obtenida en ese nivel en concreto. El nivel del enemigo jefe sólo puede ser accedido de 2 formas: (1.) Tras completar el nivel habiendo recogido la última pieza del puzle, en cuyo caso el juego cargará el nivel del enemigo jefe en lugar del mapa del mundo. (2.) Entrando en cualquier nivel cuando se disponga del puzle completo y aún no se haya derrotado al enemigo jefe. Una vez derrotado ya no se tendrá acceso al nivel del enemigo jefé.

### Niveles
Cada nivel comienza con unos determinados segundos para acabarlo, al agotarse el tiempo, caer al vacío, o recibir daño sin defensa, el jugador pierde una vida y vuelve al mapa del mundo, en caso de no tener vidas la partida entera finaliza y hay que cargar la partida o bien comenzar una nueva. Existen unas banderas verdes que al ser activadas sirven de punto de control, es decir: si el jugador muere y entrar de nuevo al nivel, comenzará en el punto de control.

### Guardado
Al no disponer de sistema de guardado, el juego muestra una contraseña en la parte inferior de la pantalla en el pasillo de mundos. La contraseña es un código alfanumérico sin vocales que se divide en 4 bloques de 6 letras y representa el progreso en el juego, bastará con anotar la contraseña al finalizar la sesión de juego e introducirla de nuevo desde el menú principal en cualquier momento para retomar el progreso.

## Mundos

### Toy Land
Situado al norte del mapa, este mundo está compuesto de juguetes, es la toma de contacto puesto que es el único que se encuentra desbloqueado al iniciar la partida.

### Ice World
Situado al este del mapa

### Desert Zone
Situado al oeste del mapa

### Aztec Adventure
Situado al sur del mapa

### Space World
Situado al noreste del mapa

### Sky World
Situado al noroeste del mapa

## Elementos

### Objetos
- Pieza de puzle: Hay una por nivel y es necesaria para desbloquear al enemigo jefe de ese mundo.
- Llave: Permite desbloquear cualquiera de las puertas cerradas del pasillo de mundos.
- Nota musical: Sumarán 1 punto de nota, o 10 si la nota es dorada, cada 100 punto de nota se obtiene una vida extra, además las notas sirven como defensa (al recibir daño se caerán todas las notas en lugar de morir)
- Cereza y fresa: Sumarán 1 y 5 puntos de fruta, respectivamente, cada 100 puntos de fruta se obtiene una vida extra.
- Naranja y limón: Añadirán 5 y 10 segundos al tiempo restante del nivel, respectivamente.
- Pera y aguacate: Otorgan unos segundos de invulnerabilidad al daño físico.
- Corazón: Proporciona una vida extra de forma directa.

### Transformaciones
Duran un tiempo limitado que se muestra sobre el personaje, y sirven de defensa: en lugar de recibir daño, el personaje recupera a la forma normal del personaje.
- Ariete: El ataque será una embestida y con ello destruirá enemigos y romperá o desplazará bloques.
- Bomba: Inmoviliza al personaje, el ataque será estallar, destruyendo así a todos los enemigos que se encuentren en pantalla.
- Bombilla: Ilumina un área alrededor del personaje e impide atacar.
- Botella: Inmoviliza al personaje, Flotar en el agua y el ataque es lanzar la chapa de la botella hacia arriba para destruir enemigos.
- Cañon: Ralentiza el movimiento, podrá lanzar cañonazos hacia arriba levemente a la izquierda o derecha y destruir enemigos, incluyendo aquellos que por norma general son inmortales.
- Cohete: Permite volar hacia arriba tras una breve carga, Se puede desplazar lateralmente de forma lenta sólo cuando está en el aire.
- Esquís: Desplazamiento rápido y saltos de mayor altura en pendientes de bajada.
- Globo: Vuela en cualquier dirección, impide atacar.
- Helicoptero: Vuela en cualquier dirección y dispara proyectiles a los laterales.
- Ladrillo: Inmoviliza al personaje completamente.
- Lancha: Desplazamiento rápido en el agua, impide saltar y atacar.
- Lanzallamas: Quema bloques y enemigos para destruirlos.
- Martillo: Puede romper algunos bloques, además de destruir enemigos.
- Miniatura: Encoje al personaje y con ello su velocidad y salto, permite entrar por pequeños conductos.
- Monopatín: Aumenta la velocidad y el salto, requiere de un breve tiempo de aceleración.
- Pelota de ventosas: Permite rodar lentamente pegado al suelo, pared o techo.
- Paraguas: Impide saltar, frena la velocidad de caída, sólo permite desplazarse lateralmente mientras el personaje esta en el aire.
- Patines de hielo: Permite moverse a gran velocidad por plataformas heladas, impide atacar.
- Pelota: Rueda rápidamente y salta a mayor altura, rebota en las superficies.
- Saltador: Incrementa considerablemente la altura de salto, sólo se mueve mediante saltos.
- Submarino: Permite el libre movimiento bajo el agua, así como disparar proyectiles a los laterales.

### Aliados
- Bloque ayudante: Un bloque amarillo indestructible con cara que se puede mover a golpes y sirve como plataforma, también destruye enemigos por contacto mientras esta en movimiento.
- Harry el perro: Un pequeño perro de gelatina que sigue al personaje en ocasiones y gruñe a los enemigos.

## Lanzamiento
El lanzamiento de Jelly Boy estuvo planeado para octubre de 1994 en la SNES, pero fue retrasado hasta el año siguiente. También se desarrolló una versión para Sega Mega Drive pero fue cancelada antes de su lanzamiento, no obstante, existen versiones de prototipado de las versiones de SNES y Sega Mega Drive.

## Trivia
- A pesar de que el contador de vidas tenga tres dígitos, sólo se puede tener un máximo de 24 vidas.